# Krétská pravoslavná církev
Krétská pravoslavná církev či Církev Kréty je poloautonomní pravoslavná církev spadající pod jurisdikci Konstantinopolského patriarchátu.

## Historie

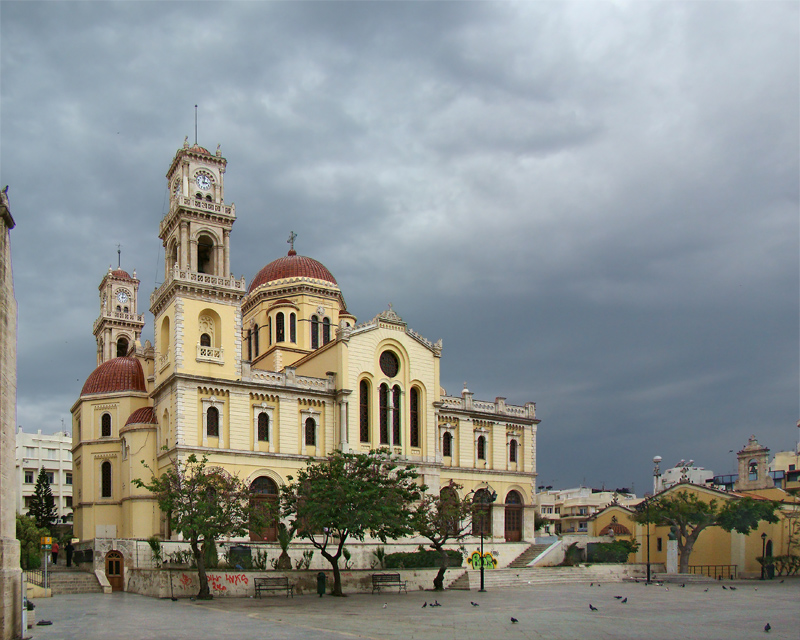
Katedrála krétského arcibiskupství

Asi roku 64 nařídil apoštol Pavel svému učedníku Titovi, aby odešel kázat na Krétu. Tento rok je považován za rok založení Krétské pravoslavné církve.
Během byzantského období měla sídlo v Gortyně a hlavou církve byl arcibiskup Kréty. Pravděpodobně za vlády císaře Justiniána byla na Krétě postavena velkolepá bavila sv. Tita.
Za nějaký čas ovládli ostrov arabové a církev prošla velkými ztrátami.
Na začátku 13. století převzala nadvládu Benátská vláda. Benátčané upřednostňovali katolickou církev a tím pádem pravoslavní biskupové byli nuceni žít mimo Krétu.
Roku 1669 byl ostrov dobyt Osmanskou říší. Tím církev dostala relativní svobodu. Jediným problémem bylo že neexistoval metropolitní chrám. Proto byl po dlouhém vyřizování povolen úřady vystavět malý kostel sv. Menase a ten získal status metropolitního chrámu.
Nové období v dějinách krétské církve začíná po osvobození ostrova a vyhlášení nezávislého krétského státu v roce 1898. V roce 1908 se ostrov de facto stal součástí řeckého království. Krétská církev se však nestala součástí Řecké pravoslavné církve.
Roku 1962 byly eparchie církve povýšeny na metropolie (oproti slovanskému pojetí je metropolita v řeckých církvích nižší titul než arcibiskup) a roku 1965 získala poloautonomii.

## Struktura
Současným nejvyšším představitelem církve je arcibiskup Evgenios.
Církev se skládá z 9 eparchí (diecézí);
- Archieparchie Kréta, se sídlem v Heráklionu
- Metropolie Gortyn a Arkádie, se sídlem v Moiresu
- Metropolie Rethymno a Avlopotamos, se sídlem v Rethymnu
- Metropolie Kydónia a Apokoronas, se sídlem v Chanii
- Metropolie Lampi, Syvritos a Sfakia, se sídlem ve Spili.
- Metropolie Hierapytna a Sitia, se sídlem v Ierapetře
- Metropolie Petra a Hersonissos, se sídlem v Neapoli
- Metropolie Kissamos a Selino, se sídlem v Kissamosu
- Metropolie Arkalochori, Kastelli a Viannos, se sídlem v Arkalochori